# Myles Jaye
Myles Joseph Jaye (né le 28 décembre 1991 à Fayetteville, Géorgie, États-Unis) est un lanceur droitier des Tigers de Détroit de la Ligue majeure de baseball.

## Carrière
Myles Jaye est choisi par les Blue Jays de Toronto au 17e tour de sélection du repêchage de 2010. 
Joueur de ligues mineures, où il fait ses débuts professionnels en 2011, Jaye est échangé à plusieurs reprises. Avec Daniel Webb, autre lanceur droitier des ligues mineures, Jaye passe des Blue Jays aux White Sox de Chicago le 1er janvier 2012 dans la transaction qui envoie à Toronto le lanceur de relève droitier Jason Frasor. Après trois saisons avec des clubs mineurs affiliés aux White Sox, Jaye est transféré aux Rangers du Texas le 10 décembre 2015 contre le lanceur gaucher des ligues mineures Will Lamb. Il ne joue jamais un seul match dans l'organisation des Rangers puisque ceux-ci le transfèrent avec Bobby Wilson, un receveur, aux Tigers de Détroit le 29 mars 2016 en échange du receveur Bryan Holaday. 
Habituellement lanceur partant dans les ligues mineures, Myles Jaye fait ses débuts dans le baseball majeur comme lanceur de relève avec les Tigers de Détroit le 2 septembre 2017, lançant trois manches et un tiers sans accorder de point aux Indians de Cleveland.